# Luderplatz
Ein Luderplatz ist eine jagdliche Einrichtung zum Anlocken von fleischfressenden Tieren. Das Anlocken geschieht in der Regel mit toten Tieren oder Teilen davon, dem so genannten Luder.

## Jagdliche Durchführung
Das Anlocken dient vorzugsweise der Bejagung von Raubwild, soweit dieses durch das Jagdrecht zur Bejagung freigegeben ist. Bevorzugt anzulockende Tiere sind der Fuchs, aber auch Marder und Waschbär.
Als Lockmittel werden Teile von erlegtem Wild (z. B. Innereien, bzw. Aufbruch) verwendet (Gegensatz: „Kirrung“ = Einsatz von pflanzlichen Lockmitteln). In Deutschland ergeben sich aus den Bundes- und Landesjagdgesetzen und den Fleischhygienevorschriften klare Eingrenzungen zur erlaubten Verwendung von Luder, und welche sonstigen Vorkehrungen zu treffen sind, um Mensch und Umwelt vor schädigenden Einflüssen zu schützen. So ist es verboten, tote Haus- und Schlachttiere sowie Teile davon auszubringen. Es sind ausschließlich Teile von gesundem Wild zugelassen. Es ist nicht zulässig, Luderplätze in Wasserschutzgebieten und in Bereichen und an Wegen, die regelmäßig von Menschen aufgesucht werden (Wege, Grillplätze, Spielplätze, Sportplätze etc.), anzulegen.
Luder wird meist flach eingegraben oder mit Steinen und auch gerne mit Mist (bevorzugt aus dem Pferdestall) abgedeckt. Die anzulockenden Tiere sollen mit dem Freilegen und Fressen des Luders längere Zeit beschäftigt sein und so Zeit für Beobachtung und Bejagung erlangt werden.
Ein Luderschacht, ausgeführt als senkrecht eingegrabene Röhre, die mit Luder gefüllt wird, ist nicht mehr üblich. Das Luder ist für das anzulockende Wild nicht erreichbar und die Geruchsbelästigung auf Dauer erheblich.
Unterstände zur Beobachtung oder Bejagung des Wilds am Luderplatz werden als Luderhütte oder Luderhaus bezeichnet.

## Weitere Verwendung
Inzwischen werden Luderplätze auch von Naturschützern angelegt, um Vögel, insbesondere Geier und Rotmilane, sowie Raubtiere zu füttern.
Seit Anfang des 21. Jahrhunderts haben EU-Richtlinien zur Hygiene dazu geführt, dass das Ausbringen von toten Tieren und Teilen davon bis auf wenige Ausnahmen (jagdliche Luderplätze) verboten bzw. stark eingeschränkt wurde. Dies führte z. B. zu Rückgängen der Bestände von Geiern in Spanien. Naturschützer legten deshalb z. B. in Spanien, Frankreich und Italien Futterplätze unter veterinärmedizinischer Kontrolle als Ersatz für die früheren Schindanger an.